# 霍森费尔德
霍森费尔德是德国黑森州的一个市镇。总面积50.71平方公里，总人口4589人，其中男性2332人，女性2257人（2011年12月31日），人口密度90人/平方公里。